# Mir (comunidad)

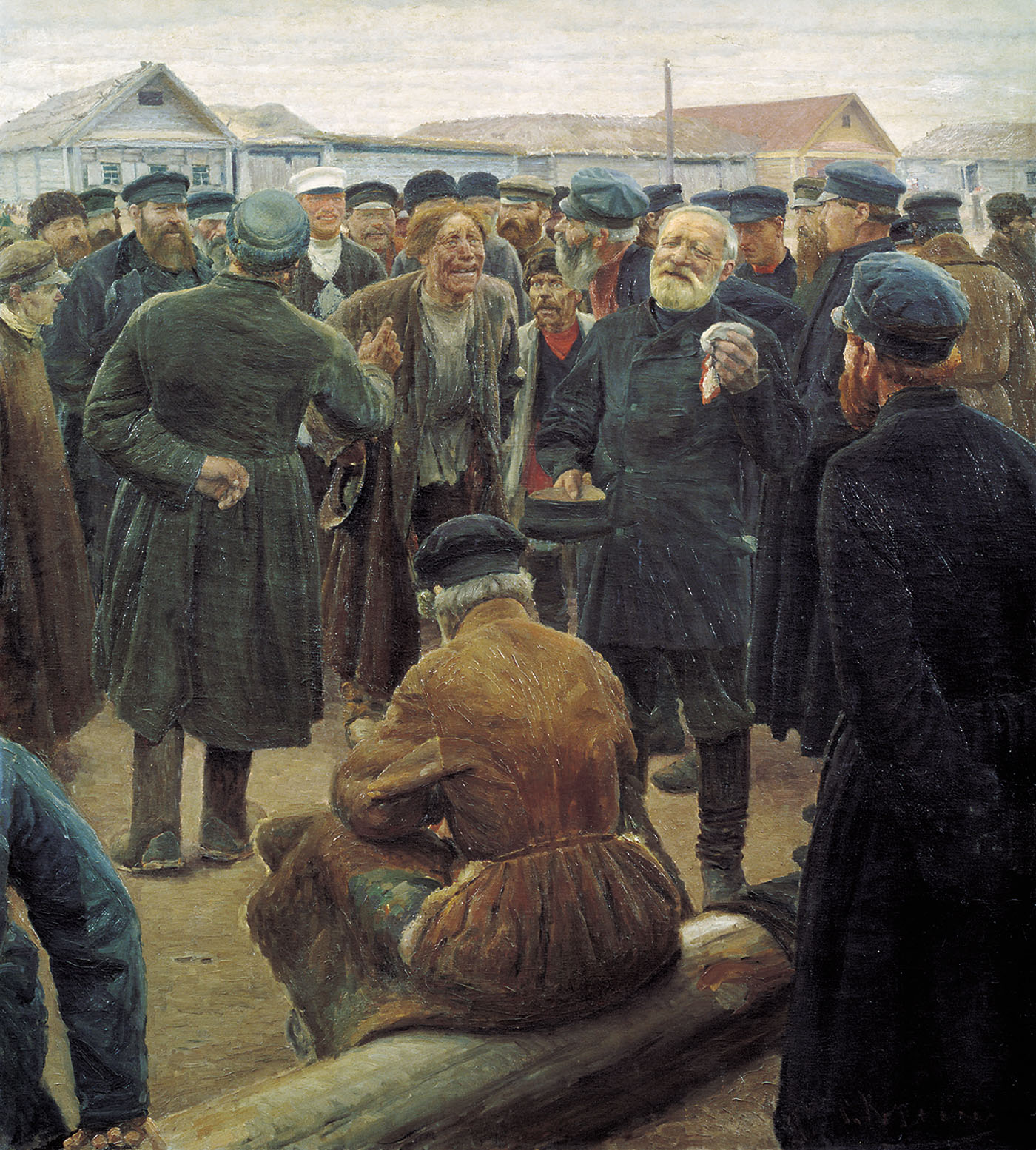
Un Mir, pintado por Serguéi Korovin en 1893.

En la Rusia prerrevolucionaria, un mir (en ruso: мир) u obschina (en ruso: община),  era una comunidad campesina cuyas tierras se poseían y labraban en común. La tierra estaba dividida en parcelas que se asignaban a cada familia en función de su tamaño. Las familias cultivaban las parcelas y pagaban un alto alzado al mir, después de lo cual retenían el resto de beneficios. El mir era responsable ante el Gobierno por el pago de los impuestos de la comunidad, por lo general en forma de un impuesto de capitación sobre los varones adultos. Sus asuntos estaban controlados por el Selski Stárosta (alcalde pedáneo), elegido por los cabeza de familia.
Se estima que los mir se formaron entre 1837 — 1841 bajo la guía del Graf (conde) Pavel Kiselyova, quien llevó a cabo una reforma de la gestión de los campesinos estatales. En 1818 Pavel Kiselyova había sido nombrado Ministro Imperial de Propiedades Estatales, un puesto clave que ocupó durante 18 años. Para 1839, Kiselyova se había convertido en conde y desde ahí reformó la administración de campesinos de propiedad estatal. La reforma inicialmente se extendió a solo campesinos estatales, quienes no pertenecían a ningún señor feudal y podían hacer más cosas, como comerciar, tener propiedades o irse a las ciudades. Sin embargo, luego de la abolición de la servidumbre en 1861 los mir también se formaron para antiguos siervos (quienes poseían menos libertad, ya que estaban atados a la tierra de su señor y dependían de él para todo); como regla general, tales sociedades rurales estaban compuestas por campesinos de un solo dueño.
Los mir adquirieron una función redistributiva, con reasignaciones periódicas de tierras a fin de satisfacer las necesidades y las circunstancias de las familias sobre la base de un sistema igualitario pero económicamente ineficaz de cultivo en bancadas o hileras.
Karl Marx se impresionó de los mir y los calificó como, "los viejos comunistas de Rusia".
El sistema pasó a ser objeto de un debate intelectual (en torno a 1848), y los observadores occidentales consideraron erróneamente que era democrático.
Tras la emancipación de los siervos en 1861 se mantuvo el mir por motivos fiscales y administrativos, pero las reformas agrícolas de Stolypin de 1906 a 1911 abolieron su carácter obligatorio.